# Leandrão
Leandro Costa Miranda Moraes (18 de julio de 1983) es un exfutbolista y entrenador brasileño. Es el entrenador del Boavista.
Jugó para clubes como el Internacional, Botafogo, Vissel Kobe, Vitória, Sport Recife, Ponte Preta, São Caetano, Hapoel Acre, Remo y Vasco da Gama.

## Clubes
| Como futbolista          |                   |           |
| País                     | Club              | Año       |
| Bandera de Brasil        | Internacional     | 2001-2002 |
| Bandera de Brasil        | Botafogo          | 2003      |
| Bandera de Japón         | Vissel Kobe       | 2004      |
| Bandera de Brasil        | Internacional     | 2005      |
| Bandera de Corea del Sur | Daejeon Citizen   | 2005      |
| Bandera de Corea del Sur | Ulsan Hyundai     | 2006      |
| Bandera de Corea del Sur | Jeonnam Dragons   | 2007      |
| Bandera de Brasil        | Internacional     | 2008-2010 |
| →                        | Vitória           | 2009      |
| →                        | Sport Recife      | 2010      |
| Bandera de Brasil        | ABC               | 2010-2011 |
| Bandera de Brasil        | Ponte Preta       | 2012      |
| Bandera de Brasil        | São Caetano       | 2012      |
| Bandera de Brasil        | Rio Branco-SP     | 2013      |
| Bandera de Israel        | Hapoel Acre       | 2013      |
| Bandera de Brasil        | Remo              | 2014      |
| Bandera de Brasil        | Novo Hamburgo     | 2015      |
| Bandera de Brasil        | Brasil de Pelotas | 2015      |
| Bandera de Brasil        | Vasco da Gama     | 2015      |
| Bandera de Brasil        | Boavista          | 2017-2019 |
| →                        | ABC               | 2018      |
| Como entrenador          |                   |           |
| País                     | Club              | Año       |
| Bandera de Brasil        | Boavista          | 2021-2023 |
| Bandera de Brasil        | America           | 2025-     |

## Palmarés

### Como futbolista
| Título                       | Club          | País   | Año  |
| ---------------------------- | ------------- | ------ | ---- |
| Campeonato Gaúcho            | Internacional | Brasil | 2002 |
| Campeonato Gaúcho            | Internacional | Brasil | 2005 |
| Campeonato Gaúcho            | Internacional | Brasil | 2008 |
| Campeonato Gaúcho            | Internacional | Brasil | 2009 |
| Campeonato Pernambucano      | Sport Recife  | Brasil | 2010 |
| Campeonato Brasileño Serie C | ABC           | Brasil | 2010 |
| Campeonato Potiguar          | ABC           | Brasil | 2011 |
| Campeonato Paraense          | Remo          | Brasil | 2014 |
| Copa Río                     | Boavista      | Brasil | 2017 |